# Жан Геенно
Жан Геенно, народжений як Марсель-Жюль-Марі Геенно (Jean Guéhenno; 25 березня 1890, Фужер — 22 вересня 1978, Париж) — французький есеїст, письменник і літературний критик. Член Французької академії.

## Біографія
Жан Геенно, письменник і педагог, був видатним співробітником часопису NRF. З 1929 по травень 1936 року він був головним редактором літературного журналу «Європа». Геенно написав один роман "Мертвий юнак " на основі своїх спогадів про Першу світову війну .
Під час нацистської окупації Франції Геенно відмовився публікувати, оскільки вважави, що це був би прояв колабораціонізму. Натомість він вів таємний щоденник, у якому описував порушення урядом Віші традиційних французьких прав і цінностей, а також його власну допомогу руху Опору. Щоденник був опублікований у Франції в 1947 році.
Перший англійський переклад щоденника, зроблений Девідом Боллом, був опублікований у 2014 році під назвою «Щоденник темних років, 1940—1944» .
У передмові перекладача сказано, що це «книга, до якої французькі читачі найбільше зверталися, щоб зрозуміти життя під німецькою окупацією». The Wall Street Journal назвав її «найкращим текстом у своєму списку п'яти найкращих книг про французький Опор».

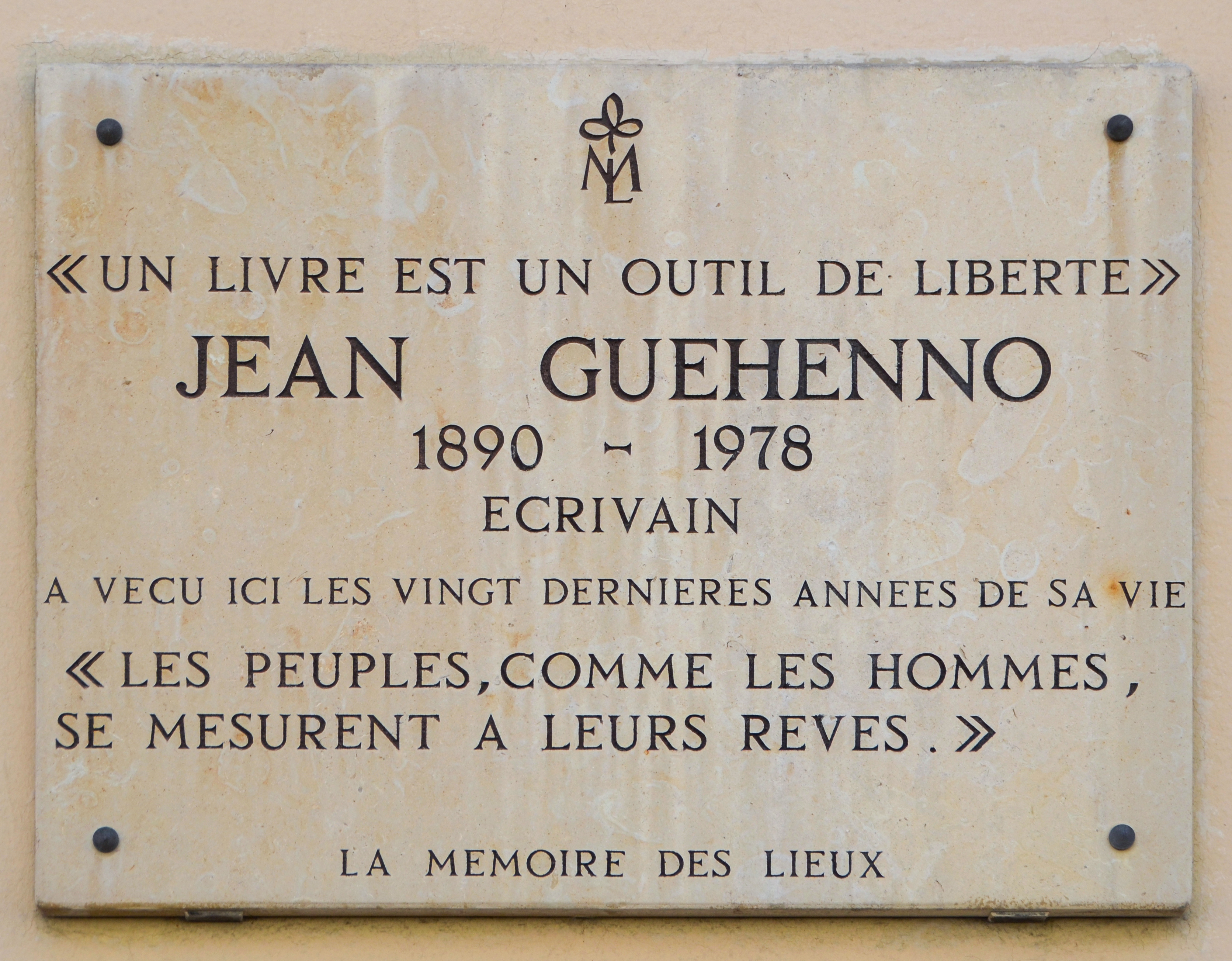
Пам'ятна дошка в Парижі (5 округ), вулиця П'єр Ніколь, 35-37, де Жан Геенно прожив двадцять років, до самої смерті.

25 січня 1962 року Жан Геенно був обраний членом Французької академії. Помер 1978 року в Парижі.